# Encre (artiste)
Encre, alias Yann Tambour, est un artiste et musicien français, aussi connu sous le nom de Thee, stranded horse. La musique d'Encre est un mélange de samples d'instruments à corde, de voix et de piano avec un travail méticuleux de sampling. Elle est souvent qualifiée de post-rock. 
Yann se consacre désormais à Thee, stranded horse depuis fin 2006, où il joue principalement de la Kora, instrument auquel il porte un intérêt marqué depuis Toumani Diabate sur l'EP Marbres ainsi que l'EP Encre à Kora. 

## Discographie